# Niedźwiedzica (Poméranie)
Pour les articles homonymes, voir Niedźwiedzica.
Niedźwiedzica est une localité polonaise de la gmina rurale de Stegna située dans le powiat de Nowy Dwór Gdański en voïvodie de Poméranie. Elle se trouve à environ 13 km au nord de Nowy Dwór Gdański et à 32 km à l'est de la capitale régionale Gdańsk.

## Géographie

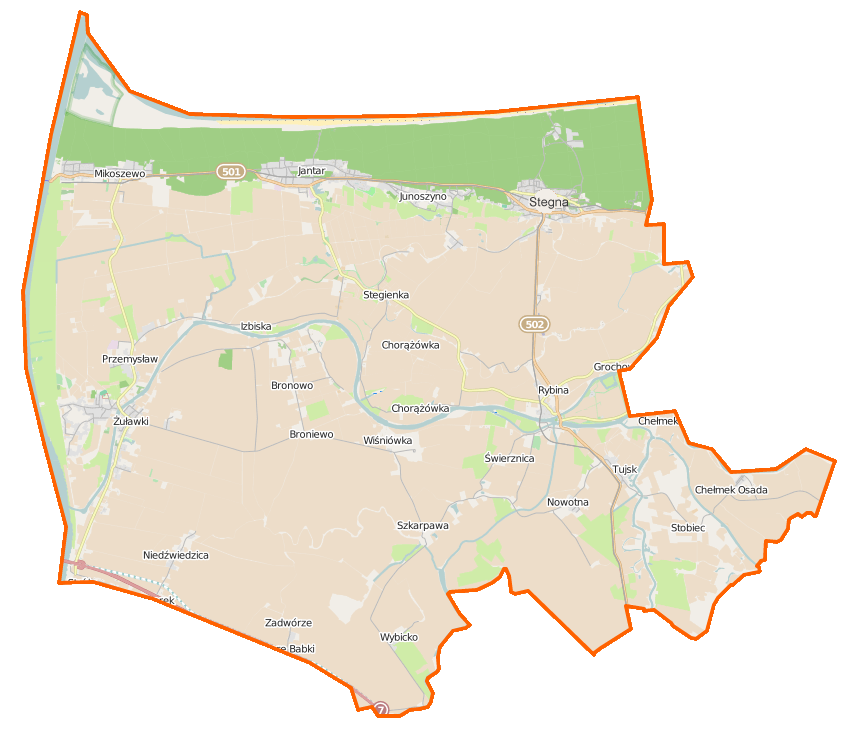
Carte de la gmina de Stegna.